# Humlan (autogiro)
Humlan är en ensitsig autogyro, som konstruerades i Sverige på 1970-talet.

Den har en tvåbladig rotor och har motorn placerad bakom piloten med skjutande propeller.
Ursprungsmodellen har en tvåtakts bensinmotor av märket McCulloch, som ursprungligen var avsedd för målrobotar. Andra motoralternativ har senare tillkommit.
Flera exemplar av Humlan har någon form av rotordrivning, som varvar upp rotorn före start för att korta startsträckan.

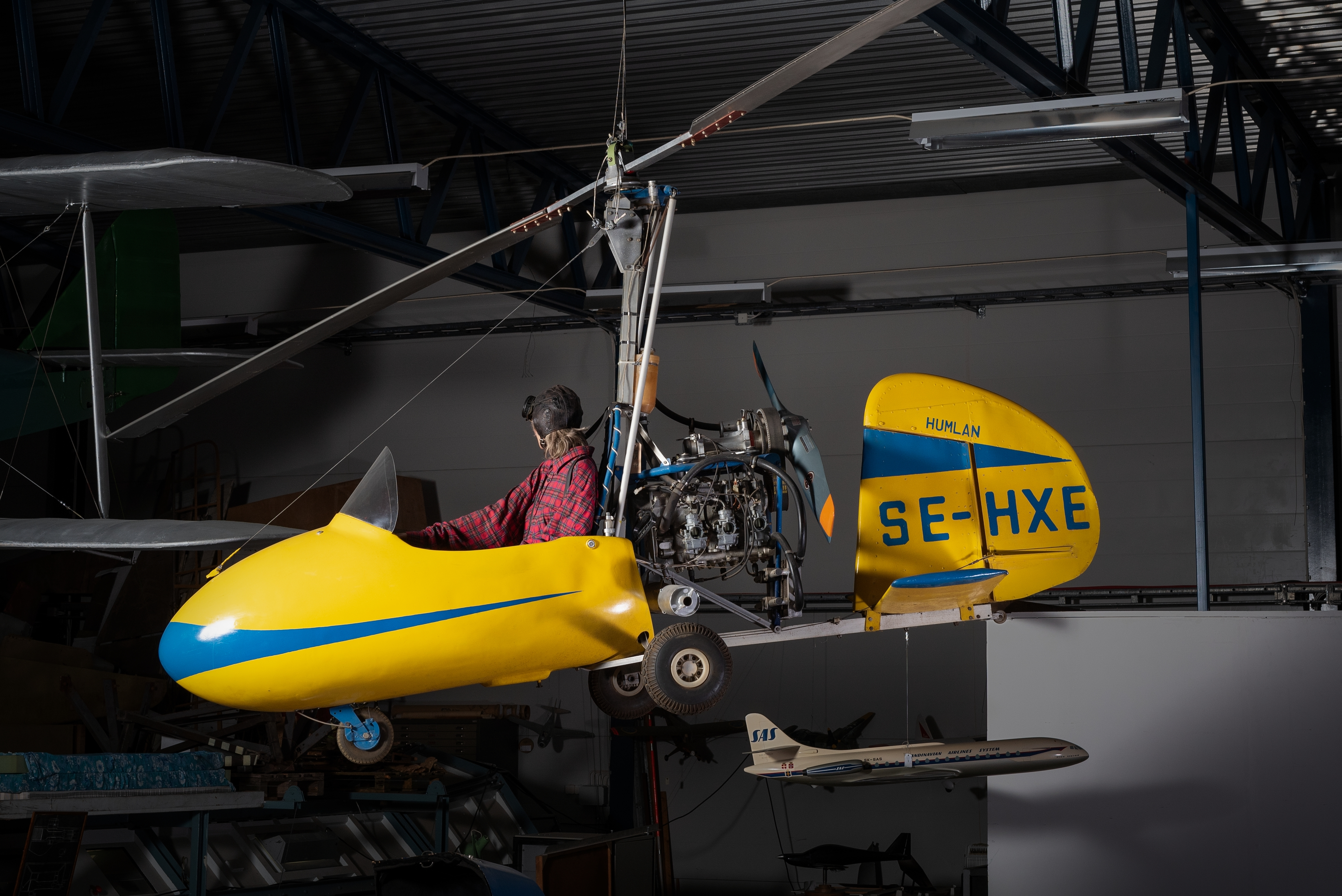
Autogiro SE-HXE Humlan hos Arlanda flygsamlingar